# Premuda
Premuda er en lille  ø i Adriaterhavet i Kroatien. Den hører til de nordlige dalmatiske øer, og ligger nordvest for byen Zadar. Premuda er ca. 10 km lang, og har et areal på 9,2 km². Den ligger sydvest for øen Silba og nordvest for Škarda. 
Landsbyen Premuda har 50 indbyggere, men dette tal øger stærkt om sommeren på grund af turisme. Andre erhverv  er olivendyrking og fårehold, og de senere år har  turismen øget stærkt. Der ligger tre restauranter på øen. 
Premuda er et populært sted for dykkere, og har nogle meget populære dykkesteder. Katedrala er et system af grotter hvor smukt lys  skinner gennem det porøse loft i grotterne. Et andet populært dykkested er vraget af det østrig-ungarske slagskib Szent Istvan, som ligger på et dybde på 40-60 meter og er derfor kun  tilgængelig for erfarne dykkere.